# Viskastigen
Viskastigen var den medeltida färdväg som gick från Halland till Västergötland genom Viskadalen. Färdvägen började vid Tolkens sydspets och gick längs med Västra Öresjöns och Östra Öresjöns västra sidor upp mot Borås. Idag finns vissa delar av Viskastigen kvar i form av en vandringsled.